# Martin Schmauder

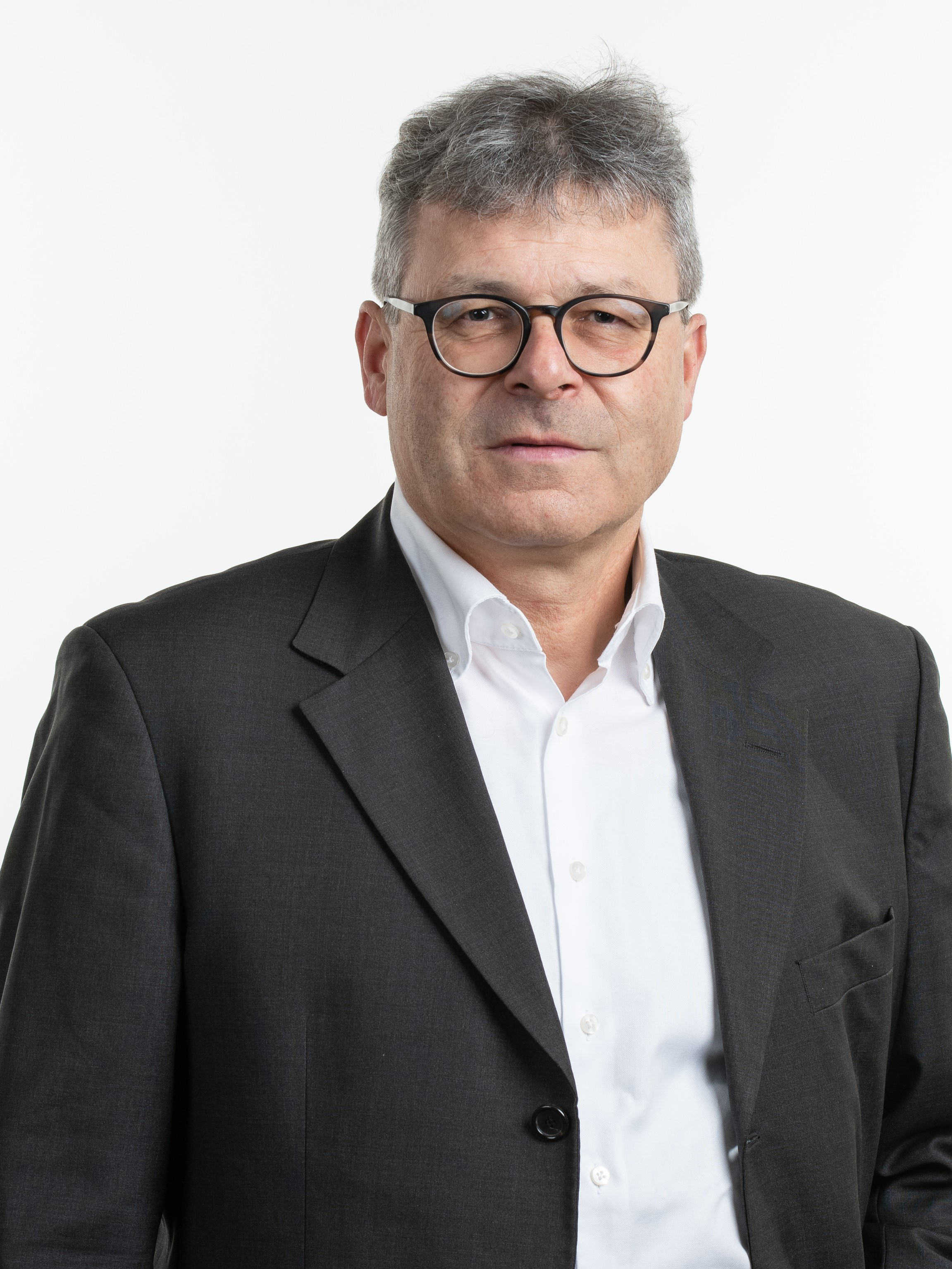
Martin Schmauder (2017)

Martin Schmauder (* 31. Mai 1962 in Hülben) ist ein deutscher Maschinenbauingenieur und seit 2000 Professor für Arbeitswissenschaft.

## Leben
Nach Abschluss der allgemeinen Hochschulreife und einem sozialen Engagement absolvierte Martin Schmauder von Oktober 1982 bis Mai 1989 sein Studium des allgemeinen Maschinenbaus an der Universität Stuttgart. Seine Studienschwerpunkte lagen dabei in der Konstruktionslehre sowie der Fabriklehre mit Arbeitswissenschaft. In seiner Diplomarbeit beschäftigte er sich mit der Teilefamilienbildung zur Fertigungsinselplanung.
Nach erfolgreichem Abschluss seines Studiums als Diplomingenieur war Schmauder von 1989 bis 1998 als wissenschaftlicher Mitarbeiter am  Fraunhofer-Institut für Arbeitswirtschaft und Organisation (IAO) sowie am Institut für Arbeitswissenschaft und Technologiemanagement (IAT) der Universität Stuttgart tätig. Dort promovierte er im Jahr 1996 unter der Betreuung von  Hans-Jörg Bullinger zum Dr.-Ing. mit seiner Dissertationsschrift „Händigkeitsgerechte Gestaltung der Mensch-Maschine-Schnittstelle“.
Im Jahr 1999 trat Schmauder als Partner in das privatwirtschaftliche Beratungs- und Trainingsinstitut „ipu-Institut für Praktische Unternehmensführung“ in München ein. Im Jahr 2000 erhielt er den Ruf auf die Professur für Arbeitswissenschaft in der Fakultät für Maschinenwesen der TU Dresden. Dort ist er seit 2005 außerdem Direktor des CIMTT – Zentrum für Produktionstechnik und Organisation.
Martin Schmauder ist Mitglied der Gesellschaft für Arbeitswissenschaft e. V. (GfA), des Vereins Deutscher Ingenieure (VDI) und des Verbandes Deutscher Sicherheitsingenieure. Er ist weiterhin Mitglied auf der Bank der Sachverständiger im Ausschuss für Arbeitsstätten (ASTA) und im Ausschuss für Betriebssicherheit (ABS) des Bundesministeriums für Arbeit und Soziales.
Martin Schmauder ist verheiratet und lebt mit seiner Frau und vier Kindern bei Stuttgart.

## Forschungsschwerpunkte
Seine Professur für Arbeitswissenschaft beschäftigt sich mit Themenstellungen der Grundlagen- sowie der angewandten Forschung, wobei die Bereiche Arbeitsorganisation, Ergonomie, Arbeitsschutz und Human Resource Management im Fokus stehen. Im Feld der Arbeitsorganisation werden Vorhaben zu neuen Formen der Arbeitsorganisation und der wirtschaftlichen und humanen Prozessgestaltung erforscht. Die menschengerechte Gestaltung von Produkten und Arbeitsplätzen bildet den Schwerpunkt der Aktivitäten im Feld der Ergonomie. Die Gestaltung von sicheren und gesundheitsgerechten Arbeitssystemen sowie die Wirkungen von Gefährdungsfaktoren auf den Menschen werden im Arbeitsschutz behandelt.
In seiner Dissertation beschäftigte er sich mit der „Händigkeitsgerechten (Links-, Rechtshändigkeit) Gestaltung der Mensch-Maschine-Schnittstelle“. Die darin ermittelten Ergebnisse dienten anschließend dazu, durch eine händigkeitsgerechte Technikgestaltung die Systemleistung des Mensch-Maschine-Systems zu verbessern, d. h. eine Belastungsreduzierung zu erreichen sowie die Arbeitssicherheit und -zufriedenheit zu verbessern.
Die Ergebnisse seiner Forschung wurden in 40 Veröffentlichungen dargestellt.